# 7296 Lamarck
För andra betydelser, se Lamarck (olika betydelser).
7296 Lamarck eller 1992 PW1 är en asteroid i huvudbältet som upptäcktes den 8 augusti 1992 av den belgiske astronomen Eric W. Elst och den franske astronomen Christian Pollas vid CERGA-observatoriet. Den är uppkallad efter den franske biologen Jean-Baptiste de Lamarck.
Asteroiden har en diameter på ungefär 4 kilometer.